# Scrioaștea
Scrioaștea – wieś w Rumunii, w okręgu Teleorman, w gminie Scrioaștea. W 2011 roku liczyła 2241 mieszkańców.